# Югославія на Євробаченні Юних Музикантів
Югославія брала участь у Євробаченні Юних Музикантів, що проводиться кожні два роки, 4 рази дебютувавши у 1986 році.

## Учасники
Умовні позначення
     Переможець
     Друге місце
     Третє місце
     Не пройшла до фіналу
     Участь скасовано
     Не брала участі
| Рік  | Місце проведення | Учасник           | Інструмент | Фінал                      | Півфінал |
| ---- | ---------------- | ----------------- | ---------- | -------------------------- | -------- |
| 1986 | Копенгаген       | Александр Маджар  | Фортепіано | -                          | -        |
| 1988 | Амстердам        | Віолета Смайлович | Скрипка    | Не вдалося кваліфікуватися | -        |
| 1990 | Відень           | Деян Божич        | Віолончель | Не вдалося кваліфікуватися | -        |
| 1992 | Брюссель         | Огнєн Попович     | Кларнет    | Не вдалося кваліфікуватися | -        |